# 華豹
华豹（？—前521年），子姓，华氏，名豹，宋国吕地封人。
前521年华向之乱，十一月初七，宋军联合诸侯援军和华氏在赭丘作战，向宜为公子城的御戎，庄堇担任车右，干犫为华豹的御戎，张匄作为车右。两车相遇，公子城退了回去，华豹大喊说：“城！”公子城大怒，调转战车返回，将要装上箭，而华豹已经拉开了弓。公子城祈祷说：“父亲宋平公的威灵，还在保佑我！”华豹射箭，穿过公子城和向宜之间，公子城再次要装上箭，华豹又已经拉开了弓，公子城说：“不让我还手，真卑鄙啊！”华豹便从弓上抽下箭，公子城一箭射去，把华豹射死，张匄抽出殳下车，公子城一箭射去，射断了张匄的腿，张匄爬过来用殳敲断了公子城的车轸，公子城又射一箭，将张匄杀死，干犫请求公子城给自己一箭，公子城说：“我替你向国君说情。”干犫回答说：“不和战友一起战死，这是犯了军队中的大法，犯了法而跟从您，国君哪里用得着我？您快点吧！”公子城就把干犫射死了。